# Kissenbrück
Kissenbrück est une municipalité allemande du land de Basse-Saxe et de l'arrondissement de Wolfenbüttel.

## Personnalités liées à la ville
- Viktor Schwanneke (1880-1931), acteur allemand.